# Third Era Band Demixed
Third Era Band Demixed è un album dei Quadraphonic pubblicato nel 2000.

## Tracce
1. Air – 12:30
2. Earth – 9:58
3. Fire – 25:02
4. Water – 7:08